# Sadie (Band)
Sadie ist eine 2005 gegründete japanische Rockband, die dem Visual-Kei-Stil zuzuordnen ist.

## Biografie
Sadie wurde im Februar 2005 von Mao, Tsurugi, Aki, Mizuki und Sora gegründet. Der Bandname leitet sich laut Sänger Mao vom englischen Wort sad ab. Im Januar 2006 verließ Schlagzeuger Sora die Band und wurde im März durch Kei ersetzt. Sadie sind bei Face Music und Mijinko Records (ミジンコレコード) unter Vertrag.
Ihren ersten Live-Auftritt hatten sie am 18. März 2005 im Osaka BIG CAT, als sie Eröffnungsband für u. a. D, Fatima, Doremidan, shulla und Kra waren.
Am 27. Juli 2005 erschien ihre erste Maxi-Single Kokui no Shita no Yokubō to, Kunō no Hate ni Mita Hyakkei no Yuritachi (黒衣の下の欲望と、苦悩の果てに視た百景の百合達), welche auf 200 Stück limitiert und schnell ausverkauft war.
Am 3. Dezember desselben Jahres hatten Sadie ihr erstes One-Man-Live namens dekiai ~ As a sad matter of fact ~ im Osaka Muse, auf welchem sie ihre wenige Tage später erscheinende Single dekiai und die nur auf dem Konzert erhältliche Single Oboreru Sakana vorstellten.
Kurz nachdem Sora die Band im Januar verlassen hatte, waren Sadie zum ersten Mal auf einer Compilation-CD namens Sawayaka 3-gumi (さわやか3組) mit ihrem Lied Meisai vertreten. Die auf 777 Exemplare limitierte CD enthielt außer diesem nur noch zwei weitere Lieder der Bands Billy und The Pumpkin Head.
Im März, kurz nachdem sie ihre erste EP The Trend Killer angekündigt hatten, ersetzte Kei Sora als Schlagzeuger der Gruppe.
Auf Sadies One-Man am 6. Mai 2006, drei Tage nach dem Erscheinen von The Trend Killer, hatten die Besucher die einmalige Chance, die zweite nur auf einem Konzert erhältliche Single Sayonara no Hate (サヨナラの果て) zu erwerben, die auf diesem verschenkt wurde.
Über die folgenden zwei Jahre bauten Sadie ihren Erfolg weiter aus und veröffentlichten stetig weiter neue CDs, bevor am 25. Juni 2008 ihr erstes Album Undead 13+2 erschien. Es enthielt Neuaufnahmen von alten, auf CD nicht mehr erhältlichen Sadie-Liedern. Der limitierten Version lag außerdem eine DVD mit den bisherigen Musikvideos der Band bei.
Das am 25. Februar 2009 erschienene zweite Album Master of Romance war die erste Veröffentlichung der Band, welche über einen Internetshop weltweit zu erwerben war.

## Diskografie

### Alben und EPs
- 2006: 「The Trend Killer」 (EP)
- 2006: 「The Suicide Machine」 (EP)
- 2007: 「The Bullet Storm」 (EP)
- 2008: ~Undead13+2~ (Album)
- 2009: 「Master of Romance」 (Album)
- 2009: 「Gain」 (EP)
- 2010: 「Singles」 (Album)
- 2011: 「Cold Blood」 (Album)
- 2013: 「Madrigal de Maria」 (Album)
- 2013: The Bootleg 「悲愴-hisou-」
- 2014: bleach (Mini-album)
- 2014: Gangsta (Album)

### Singles
- 2005: 「黒衣の下の欲望と、苦悩の果てに視た百景の百合達」 (「Kokui no Shita no Yokubō to, Kunō no Hate ni Mita Hyakkei no Yuritachi」)
- 2005: 「溺哀-dekiai-」
- 2006: 「GRUDGE OF SORROW」
- 2007: 「a holy terrors」
- 2008: 「Crimson Tear」
- 2008: 「Grieving the dead soul」
- 2008: 「Ice Romancer」
- 2009: 「陽炎」 (「Kagerō」)
- 2010: 「ドレス」 (「Dress」)
- 2010: 「クライモア」 (「Cry More」)
- 2010: 「棘-toge-」
- 2010: 「Juggernaut」
- 2011: 「Rosario-ロザリオ-」
- 2012: Meteor
- 2013: Soukoku no Tsuya
- 2013: Madrigal de Maria
- 2015: Voyage

### Livealben
- 2005: 溺れる魚 (Oboreru Sakana) (CD)
- 2006: Grudge of Sorrow – Independent XIII (DVD)
- 2006: サヨナラの果て (Sayonara no Hate) (CD)
- 2007: Distract Against the Terrors – Memorial DVD (DVD)
- 2007: 妄想被虐性癖 – Mousou Masochism (Mōsō Higyaku Seiheki – Mousou Masochism) (CD)
- 2008: Struggle Against Betrayal (CD)
- 2009: 淡き群青 (Awaki Gunjō) (CD)

### Kompilationen
- 2006: さわやか3組 (Sawayaka 3-gumi)
- 2006: Shock Edge 2006
- 2010: 「Tribute to 聖飢魔II」 -悪魔との契約書- (「Tribute to Seikama-II」 -Akuma to no Keiyakusho-)
- 2011: 「V-Rock Disney」
- 2012: 「V-Anime Rocks!」
- 2013: Tribute II -Visual Spirits-

### Videoalben
- 2007: 「The Suicidal Applicants」 -Live at O-West 20070120-
- 2007: 「Distract against the terrors」 -at O-East 20070427-
- 2008: 「Crimson Tear Director’s Cut」
- 2009: 「Grieving the dead soul」 -at Akasaka Blitz 20081005-
- 2009: 「Master of Romance」 at Shibuya-AX 20090502
- 2010: 「Dress of Skin」 at ShibuyaC.C.Lemon Hall
- 2011: 「Deadly Birthday」 at Namba Hatch 20110722
- 2012: 「CLIPS-13」 (Music Clip DVD)